# Halford Island
Halford Island är en ö i Kanada.   Den ligger i territoriet Nunavut, i den östra delen av landet, 2 000 km norr om huvudstaden Ottawa. Arean är 3,3 kvadratkilometer.
Terrängen på Halford Island är platt. Öns högsta punkt är 66 meter över havet. Den sträcker sig 4,2 kilometer i nord-sydlig riktning, och 1,7 kilometer i öst-västlig riktning.
Trakten runt Halford Island är nära nog obefolkad, med mindre än två invånare per kvadratkilometer.